# Observatório Astronômico de La Sagra
O Observatório Astronômico de La Sagra (OLS), em espanhol: Observatorio Astronómico de La Sagra, é um observatório astronômico localizado no município de Puebla de Don Fadrique, na província de Granada, Espanha, com quatro telescópios robóticos totalmente projetado e construído pelos cientistas do Observatório Astronômico de Maiorca (OAM) que os opera remotamente por telecomando diariamente descarrega os dados em Maiorca usando à internet, para processá-los por meio de algoritmos sofisticados projetados "in house". Foi inaugurado no dia 14 de junho de 2009, pelo Observatório Astronômico de Maiorca (OAM). Dedica-se à pesquisa no lado S dos planetas do Sistema Solar. Seu código de observatório é J75.

## Localização
Ele está localizado na Serra da Sagra, há 1520 metros acima do nível médio do mar e cerca de 15 km de Puebla de Don Fadrique. Há uma distância em torno de 70 km em linha reta do Observatório de Calar Alto, na província de Almeria, porém, há 135 km de estrada imposta pela topografia da área.

## Linhas de trabalho
O observatório pesquisa os corpos menores do sistema solar como:
- procurar objetos próximos da Terra;
- procurar objetos transnetunianos;
- procurar asteroides no cinturão principal.
- localizar detritos de objetos potencialmente perigosos abandonados em missões espaciais.